# Бала-Хіябан-е Літкух (дегестан)
Бала-Хіябан-е Літкух (перс. بالاخیابان لیتکوه) — дегестан в Ірані, в Центральному бахші, в шагрестані Амоль остану Мазендеран. За даними перепису 2006 року, його населення становило 22171 особу, які проживали у складі 5533 сімей.

## Населені пункти
До складу дегестану входять такі населені пункти:
- Аб-Бахшан
- Алі-Джанґаль
- Бозмінан
- Варамде
- Галумсар
- Деразан
- Дівраз
- Дорма-Кола
- Еску-Магаллє
- Еспанд
- Зіяруд
- Карчі-Кола
- Касемде
- Кате-Пошт-е Олья
- Ком-Кола
- Конесі
- Марзан-Кола
- Міхран
- Міян-Магаллє
- Міян-Руд
- Новґардан
- Палак-е Олья
- Палак-е Софла
- Паскі-Магаллє
- Рудбар-Дашт
- Санґ-Дарка
- Сегрі
- Суте-Кола
- Теліран
- Тір-Кан
- Торк-Кола
- Тоскабон
- Хас-Кола
- Хошк-Руд
- Чалікіяде
- Чандар-Магаллє
- Шаграк-е Сан'аті